# 石生紫菀
石生紫菀（学名：Aster oreophilus）是菊科紫菀属的植物，是中国的特有植物。分布在中国大陆的云南、四川等地，生长于海拔2,300米至4,000米的地区，一般生长在开旷坡地、亚高山针叶林下、高山以及山坡路旁，目前已由人工引种栽培。

## 别名
菊花暗消（云南）、野冬菊（昆明）、肋痛草（丽江）

## 异名
- Aster oreophilus Franch. f. inaequisquamus Ling
- Aster oreophilus Franch. var. umbrosus Ling